# Jure Francetić

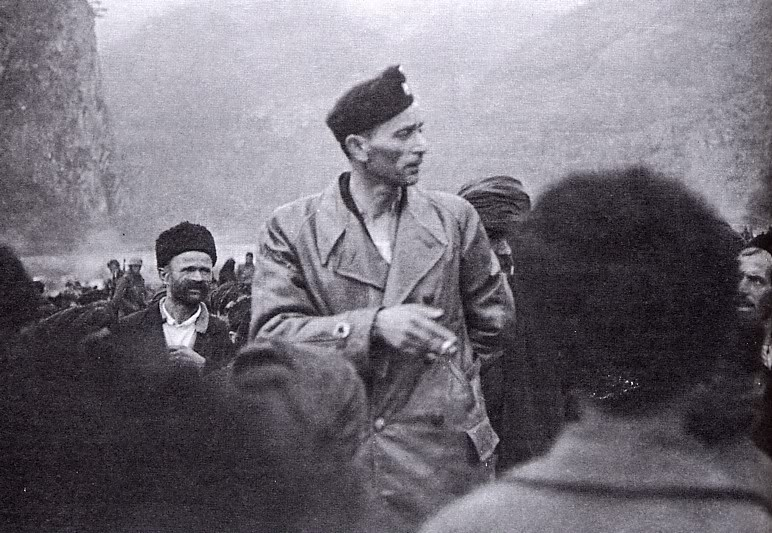
Jure Francetić bei einer Rede an serbische Flüchtlinge (April 1942)

Jure Francetić (* 3. Juli 1912 in Prozor zu Otočac; † 28. Dezember 1942 in Slunj) war ein General der faschistischen Ustascha und der erste Kommandant der „Schwarzen Legion“.

## Leben

### Jugend und Vorkriegszeit
Francetić wurde am 3. Juli 1912 im Weiler Vivoze, Ort Prozor (zu Otočac) in der Lika geboren. Die Grundschule absolviert er in Otočac und setzte seine weitere Schulbildung in Senj fort. Sein Onkel ermöglichte ihm das Abitur in Križevci zu machen. 1930 nahm er ein Jurastudium auf, wurde jedoch kurz darauf wegen staatsfeindlicher Aktivitäten zu drei Monaten Haft und fünf Jahren Verbannung aus Zagreb verurteilt. Nach der Haftstrafe kehrte er in die Lika zurück. Im März 1933 emigrierte er nach Österreich und kurz danach nach Italien. Als 1934 Vjekoslav Servatzy das Kommando über das Ustascha-Lager Janka-Puszta in Ungarn übernahm, wird ihm Francetić als Helfer zugeteilt. 1936 kehrte er nach Italien zurück, wo er auf der Insel Giglio interniert wurde. Ende 1937 kehrt er ins Königreich Jugoslawien zurück.
Bei seiner Rückkehr wurde er in Zagreb verhaftet und in die Lika verbannt. 1938 gelang es ihm trotz Verbannung nach Zagreb zu gelangen, wo er erneut sein Studium aufnahm, jedoch kurz darauf von der Königlichen Jugoslawischen Armee eingezogen wurde. Nach seinem Militärdienst, aus dem er als Feldwebel entlassen wurde, kehrte er abermals nach Zagreb zurück, wo er sich weiter aktiv an der Ustascha-Bewegung beteiligte. Er wurde erneut verhaftet, Ende 1940 verurteilt und abermals aus Zagreb verbannt. Anfang 1941 versteckte er sich in Deutschland.

### Kriegsbeginn
Nach der Ausrufung des Unabhängigen Staates Kroatien (NDH) am 10. April 1941, kehrte er kurz darauf nach Kroatien zurück. Ende April wurde er vom Staatsführer Ante Pavelić zum Vertrauten für die Region Bosnien ernannt, wo er dann in Sarajevo die Macht der Ustascha ausbaute und Soldaten rekrutierte. Am 20. Juni 1941 wurde er in den Rang eines Ustascha-Hauptmanns (satnik) befördert. Nachdem der Ustascha-Offizier Bećir Lokmić von Tschetniks erschossen wurde, übernahm er das Kommando der Ustaschaverbände in Sarajevo. Am 15. November wurde Francetić in den Rang eines Ustascha-Majors (bojnik) befördert und gründete zusammen mit seinem Stellvertreter Hauptmann Rafael Boban die „Schwarze Legion“. Nach einigen erfolgreichen militärischen Operationen in Bosnien wurde er am 6. März 1942 mit dem Orden vom Eisernen Dreiblatt ausgezeichnet und zum Oberstleutnant (dopukovnik) befördert.

### Ernennung zum Ustascha-Oberst

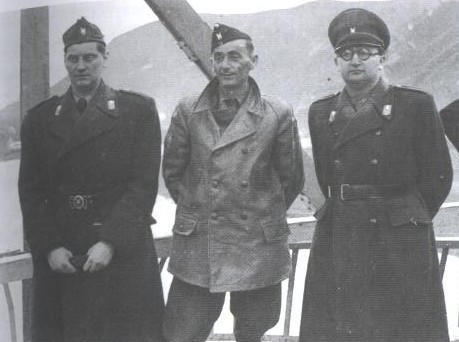
Francetić (Mitte) mit Außenminister Lorković (rechts) und Polizei- und Geheimdienstchef Kvaternik auf einer Brücke über die Drina, dem damaligen Grenzfluss zu Serbien (Zvornik, April/Mai 1942)

Nach den erfolgreichen Aktionen in der Kozara und bei Kupres wurde er am 24. Juni 1942 zum Ustascha-Oberst (pukovnik) ernannt. Im Sommer 1942 wurde er als Kommandant der „Schwarzen Legion“ vorübergehend abberufen und konnte diese Position aufgrund seines darauffolgenden Todes nicht wieder einnehmen. Während seiner Abwesenheit übernahm der Ustascha-Oberst Ivo Stipković das Kommando der Legion. Francetić wurde in den Generalstab befördert und begleitete Pavelić beim Staatsbesuch zu Adolf Hitler nach Deutschland. Anschließend besuchte Francetić die kroatischen Truppen des 369. Infanterie-Regiments, auch „Teufelsdivision“ genannt, die im Dienst der deutschen Wehrmacht an der Ostfront, im Kampf gegen die Sowjetunion standen.

### Tod
Vom 22. bis 27. Dezember 1942 unternahm Francetić eine Inspektion seiner Einheiten in Bosnien. Auf dem Rückflug am 27. Dezember musste das Flugzeug infolge technischer Probleme in der Nähe des von Partisanen besetzten Dorfes Močilo bei Slunj notlanden. Bei dem darauf folgenden Angriff der Partisanen wurde Francetić verwundet und verstarb am 28. Dezember 1942. Postum wurde er am 27. März 1943 mit der Tapferkeitsmedaille in Gold ausgezeichnet, die ihm den Titel vitez (Ritter) verlieh. Ebenfalls postum wurde er am 8. April 1943 in den Rang eines Ustascha-Generals (Krilnik) befördert. 

## Kontroversen

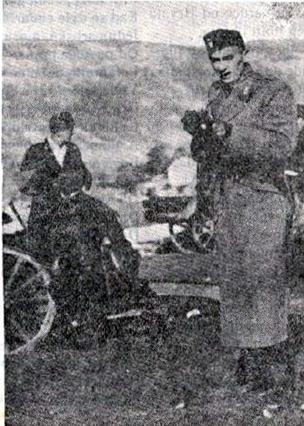
Jure Francetić (rechts) kommandiert Artillerie der Schwarzen Legion (April 1942)

Obwohl Francetić im „Unabhängigen Staat Kroatien“ nach seinem Tod glorifiziert und postum zum Ritter und General ernannt wurde, war es bekannt, dass er im Konflikt zu Ante Pavelić stand. Seine offene Kritik an der italienischen Besetzung und Verwaltung weiter kroatischer Landstriche in Dalmatien machte ihn bei den radikalsten Ustascha-Kräften äußerst unbeliebt.

Die „Schwarze Legion“ stand hinter Francetić. So schrieb Josip Križanac, Major der Legion und Autor der Legions-Hymne, über Francetić: 

„Wir [Legionäre] lieben ihn wie unseren eigenen Vater, weil er Gutes und Böses mit uns teilt.“

Nach dem Krieg berichtet Zlatko Mesić, der Privatsekretär des damaligen Ustascha-Gespanschaftskommandanten Ante Vokić den jugoslawischen Behörden:

„Während er [der Ustascha Ivan Tolj] die Polizei von Sarajevo leitete, liess er nahezu alle Juden aus der Stadt, deren Zahl zwischen zwei- und dreitausend lag, in die Lager Jasenovac und Stara Gradiška abtransportieren. Fast alle kamen in diesen Lagern um. Tolj mordete unter der serbischen Bevölkerung in Sarajevo und seiner Umgebung, und mir ist bekannt, dass er eine größere Anzahl Serben nach Jasenovac und in andere Lager schicken ließ. [...] Vokić machte Francetić auf Toljs rücksichtsloses Verhalten aufmerksam. Deshalb forderte Francetić von Artuković, Tolj zurückzuziehen und ihn als Polizeichef von Sarajevo abzusetzen, [...] Tolj kam nicht mehr zurück, sondern wurde zum Polizeichef von Vinkovci ernannt [...]“

Auch führte Francetić nicht alle Befehle seiner radikaleren Vorgesetzten zur vollständigen Zufriedenheit aus:

„Im Dezember 1941 wurde Francetić die Leitung der Aktionen in Ostbosnien übertragen. Beim Abschied von Vokić erzählte er, er sei unmittelbar zuvor in Zagreb bei Pavelić gewesen, wo auch Artuković anwesend war, und bei dieser Gelegenheit hätte Artuković mehrfach betont, Gefangene seien bei dieser Aktion nicht notwendig, d.h. man solle alle Gefangenen auf der Stelle niedermachen. Anfang 1942 fuhr Vokić zur Berichterstattung [...] Während dieses Besuchs rief ihn Artuković zu sich, und eine der ersten Fragen [...] lautete ob Gefangene gemacht worden wären. Als Vokić das bejahte, fiel ihm Artuković lebhaft mit der Frage ins Wort, warum sich Francetić nicht an seine Anweisungen hielte. [...] Ich weiss, dass vor Vokić Reise nach Zagreb Francetić bei ihm war, der aus Ostbosnien kam. Francetić sagte Vokić, er habe von Artuković den Auftrag erhalten, die serbische Bevölkerung in Ostbosnien [...] zu vernichten, [...] Er erklärte Vokić, die Zahl der Ermordeten in Ostbosnien ginge in die Tausende [...]“

## Auszeichnungen (Auswahl)
- 1942: Orden vom Eisernen Dreiblatt III. Klasse
- 1943: Tapferkeitsmedaille in Gold

## Sonstiges
Im Bosnienkrieg trugen kroatische Militäreinheiten des HVO (44. Samostalna domobranska bojna „Jure Francetić“ aus Zenica) und der paramilitärischen HOS (13. bojna „Jure vitez Francetić“ aus Tomislavgrad) seinen Namen.